# Jonatán Hajdu
Jonatán Dániel Hajdu (Budapest, 28 de junio de 1996) es un deportista húngaro que compite en piragüismo en la modalidad de aguas tranquilas.
Ganó cinco medallas en el Campeonato Mundial de Piragüismo entre los años 2014 y 2024, y una medalla de bronce en el Campeonato Europeo de Piragüismo de 2017.
Participó en dos Juegos Olímpicos de Verano, ocupando el décimo lugar en Río de Janeiro 2016 (C1 200 m) y el sexto en París 2024 (C2 500 m).

## Palmarés internacional
| Campeonato Mundial | Campeonato Mundial       | Campeonato Mundial | Campeonato Mundial |
| Año                | Lugar                    | Medalla            | Competición        |
| ------------------ | ------------------------ | ------------------ | ------------------ |
| 2014               | Moscú (Rusia)            | Medalla de bronce  | C1 4 × 200 m       |
| 2017               | Račice (República Checa) | Medalla de bronce  | C2 200 m           |
| 2019               | Szeged (Hungría)         | Medalla de plata   | C2 500 m           |
| 2021               | Copenhague (Dinamarca)   | Medalla de plata   | C2 500 m           |
| 2024               | Samarcanda (Uzbekistán)  | Medalla de plata   | C2 500 m mixto     |
| Campeonato Europeo |                          |                    |                    |
| Año                | Lugar                    | Medalla            | Competición        |
| 2017               | Plovdiv (Bulgaria)       | Medalla de bronce  | C2 200 m           |